# British Strong Style
New Catch Republic es un tag team profesional, compuesto por Pete Dunne y Tyler Bate que trabajan en WWE en la marca SmackDown.
Ellos formaron el grupo en Progress Wrestling en julio de 2016 como Tag team, antes de añadir a Bate el siguiente noviembre. El grupo dominó sobre el año siguiente con Dunne que ostentando el Campeonato Mundial de Progress.
Aun así principalmente apareciendo en Progress, el stable también ha trabajado para varias otras promociones en el Reino Unido, incluyendo Chikara, donde ganaron el torneo de Tríos en 2017. A través de una sociedad entre Progress y WWE, los tres miembros del British Strong Style también han aparecido para WWE, donde Bate y Dunne han ganado el Campeonato Británico de WWE.
El grupo toma su nombre de un estilo de lucha libre profesional aquello es una mezcla de estilo fuerte japonés y tradicional británico.
Dunne y Bate comenzarían a formar equipo a principios de 2024 después de que Bate fuera trasladado a la marca SmackDown y el equipo adoptara el nuevo nombre de New Catch Republic.

## Historia

### Progress Wrestling (2016-2022)

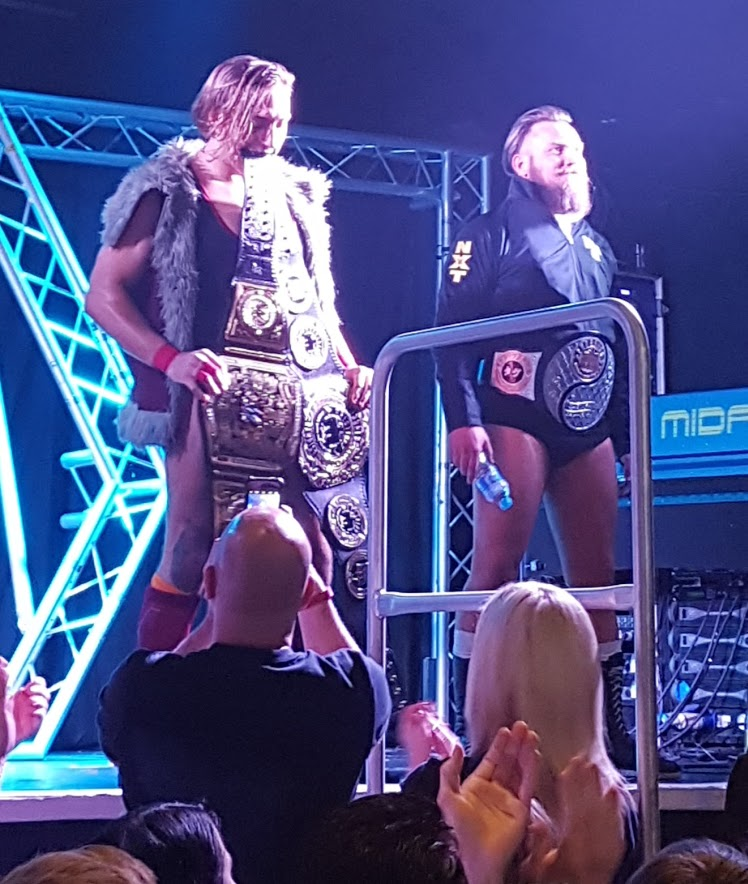
Pete Dunne (izquierda) y Trent Seven (derecha), quién formó el grupo en julio de 2016

El 31 de julio de 2016, los Dunne Brothers (Damian Dunne y Pete Dunne) estuvo puesto para apechugar con Moustache Mountain (Trent Seven y Tyler Bate) en Progress Wrestling en Londres, Inglaterra. El evento acabó con Pete y Seven haciendo un "Turn Heel" en sus socios y andando de juntos, en señalización del inicio de una sociedad nueva, la cual ellos posteriormente bautizaron "Brittish Strong Style". El 25 de septiembre, Dunne y Seven derrotaron a The London Riots (James Davis y Rob Lynch) por el Progress Tag Team Championship. El 27 de noviembre, Dunne y Seven participaron en una lucha de eliminación de siete hombres por el vacante Progress World Championship. La lucha vino abajo a Dunne, Siete y Jimmy Havoc. Después de que Havoc se las arregló para eliminar a Seven de la lucha, él fue atacado por ambos luchadores, por lo cual llegó Tyler Bate, aparentemente para vengarse de Seven. Sin embargo, atacó a Havoc, ayudando a Dunne para convertirse en el nuevo Campeón Mundial de Progress y transformando a British Strong Style en un trío.
Después de capturar el Campeonato Mundial de Progress, Dunne intentó para pasar su medio del Campeonato en Parejas de Progress a Bate, el cual dirigió para Progresar la administración que utiliza British Strong Style. Ellos, aun así, dejados Bate y Seven a wrestle para el título vacante, dirigiendo a un combate el 30 de diciembre, donde el dos derrotado los Disturbios de Londres y LDRS (Marty Scurll y Zack Sable Jr.) Para devenir los campeones nuevos.

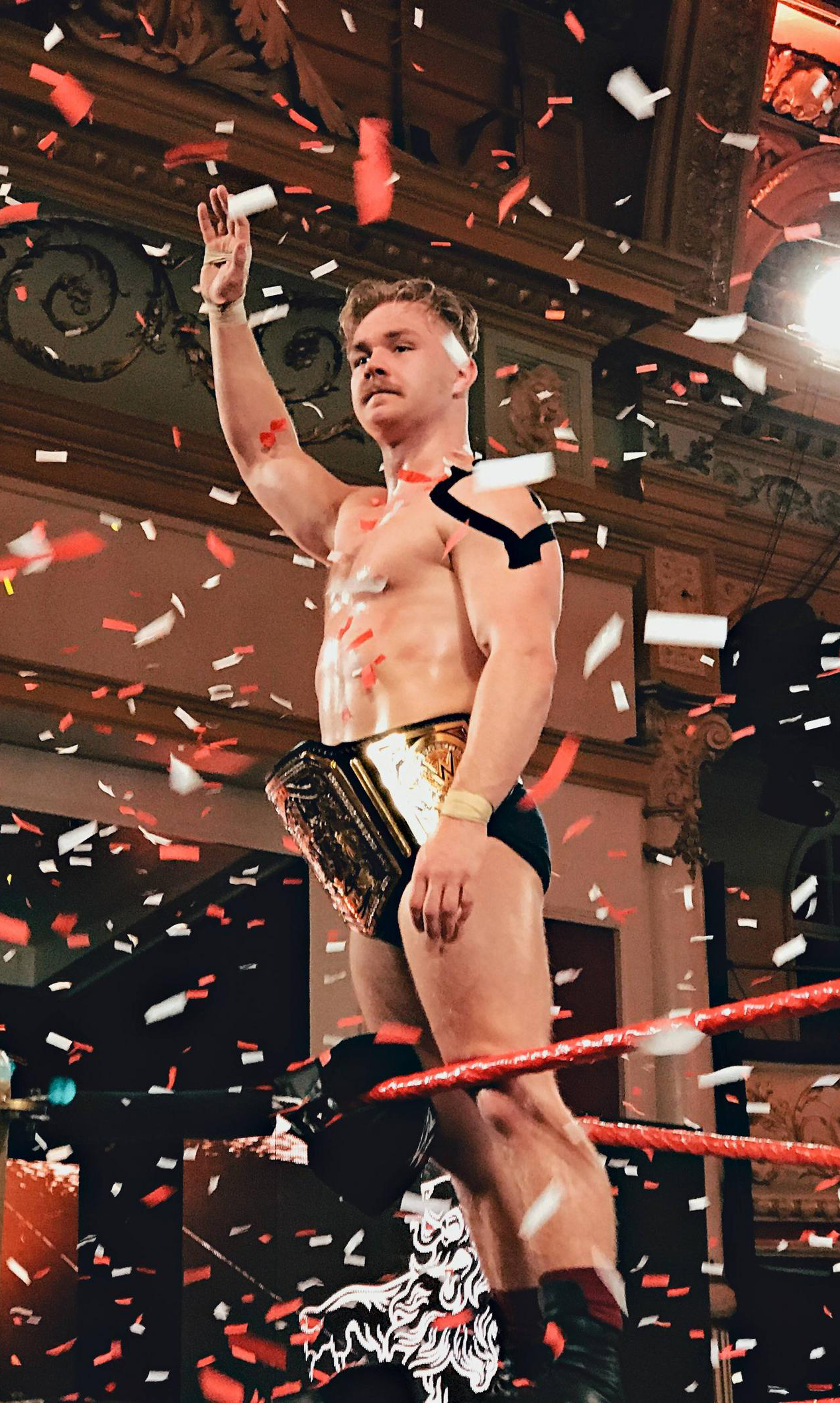
Tyler Bate después de ganar el Torneo del Campeonato Británico de la WWE

En enero de 2017, todo tres miembros de British Strong Style participaron en un torneo aguantado por WWE a coronar al primer Campeón Británico de WWE. El trío no fue reconocido por WWE, en cambio Bate y Siete estuvo referido a por el nombre de Montaña del Bigote, con Dunne ser colocó opuesto el dos como el Heel principal del torneo. El torneo finalmente vino abajo a Bate y Dunne en las finales con Bate emergiendo victoriosos de devenir el primer Campeón de Británico de WWE. Después de un reinado de cuatro meses, Bate perdió el título a Dunne en NXT TakeOver: Chicago. Mientras WWE no reconoció a British Strong Style como stable, el Campeonato Británico de WWE estuvo introducido a storylines implicando el grupo en Progreso. La participación del trío en el torneo era también añadido a su villainous acto en Progreso con los miembros que llevan chaquetas de NXT, usando arriba del hecho que eran bajo contrato de WWE y prometiendo iban a dejar Progress con los dos campeonatos de la promoción.

### Chikara (2017)
El 1 de septiembre de 2017, British Strong Style, enunciado tan "House Strong Style", introdujo el King of Trios 2017, por la empresa independiente Chikara promoción en Wolverhampton, Inglaterra. Después de derrotar House Whitewolf (A-Kid, Adam Chase and Zayas) en su primer combate de ronda, House Throwbacks (Dasher Hatfield, Mark Angelosetti and Simon Grimm) en el quarterfinals, y Podredumbre de Casa (Frightmare, Hallowicked y Kobald) vía forfeit en las semifinales, House Strong Style adelantó a las finales del torneo, dónde, el 3 de septiembre, derrotaron House Sendai Girls (Cassandra Miyagi, Dash Chisako and Meiko Satomura) para ganar el King of Trios 2017.

### WWE

#### NXT (2018–2022)
Después de que Roderick Strong traicionó a Dunne días más tarde él teased un regreso del stable en WWE en Instagram. En abril durante el fin de semana de WrestleMania Axxess, Bate y Seven perdieron un combate por los Campeonatos en Parejas de NXT a Strong y Kyle O'Reilly después de la lucha fueron atacados por The Undisputed Era hasta que Dunne llegó al rescate, así reuniendo a la agrupación por primera vez en WWE.
En el día 2 del WWE United Kingdom Tournament, Bate & Seven derrotaron a The Undisputed Era(Kyle O'Reilly & Roderick Strong) ganando los Campeonatos en Parejas de NXT por primera vez, 2 días después en NXT, fueron derrotados por The Undisputed Era(Kyle O'Reilly & Roderick Strong) perdiendo los Campeonatos en Parejas de NXT.
Actualmente, Pete Dunne, continúa su camino por separado, mientras que Trent Seven y Tyler Bate se encuentran formando un equipo, conocido como Moustache Mountain.

#### Roster principal (2024-presente)
Dunne, quien ahora se llama Butch en The Brawling Brutes, se reunió con Tyler Bate en el episodio New Year's Revolution de SmackDown que tuvo lugar el 5 de enero y derrotó a Pretty Deadly en un esfuerzo ganador.
Dunne volvió a su nombre original dos semanas después.
En el episodio del 16 de febrero de SmackDown, el dúo de Bate y Dunne pasó a llamarse New Catch Republic.
New Catch Republic ganó la Serie de Contendientes al Campeonato Indiscutido en Parejas de la WWE para una lucha por el Campeonato Indiscutible en Parejas de la WWE en Elimination Chamber: Perth, pero no pudo derrotar a The Judgment Day (Finn Bálor y Damian Priest) por los títulos en el evento. 

## En lucha
- Movimientos finales de Bate
  - Tyler Driver '97[33] (Sitout doble underhook powerbomb)[34]
- Movimientos finales de Dunne
  - Bitter End / Drop Dead (Pumphandle inverso STO)[35][36][37]
- Movimientos finales de Seven
  - Seven Stars Lariat[38] (Muñeca-cerradura transitioned a a escaso-brazo lariat)
- Temas de entrada
  - "Love Is Blindness" por Jack White[39]

## Campeonatos y logros
- Attack! Pro Wrestling
  - Attack! 24/7 Championship (2 veces) – Bate (1), Dunne (1)[40]
  - Attack! Tag Team Championship (1 vez) – Bate y Seven[41]

- Chikara
  - King of Trios (2017)
  - Chikara Campeonatos de Parejas (1 vez) – Bate y Seven

- Destiny World Wrestling
  - DWW Championship (1 vez) – Dunne[42]

- Fight Club:Pro
  - FCP Championship (1 vez) – Dunne[43]
  - FCP Tag Team Championship (1 vez) – Bate y Seven[44]

- FutureShock Wrestling
  - FSW Adrenaline Championship (1 vez) – Dunne[45]

- Insane Championship Wrestling
  - ICW World Heavyweight Championship (1 vez) – Seven[46]

- International Wrestling Syndicate
  - IWS World Tag Team Championship (1 vez) – Bate y Seven[47][48]

- Kamikaze Pro
  - Relentless Division Championship (1 vez) – Bate[49]

- Over The Top Wrestling
  - OTT No Limits Championship (1 vez) – Dunne[50]
  - OTT Tag Team Championship (1 vez) - Bate, Dunne y Seven

- Pro Wrestling Revolver
  - PWR Tag Team Championship (1 vez) - Dunne con Millie McKenzie[51]

- Progress Wrestling
  - Progress Tag Team Championship (3 veces) – Dunne & Seven (1),[14] y Bate & Seven (2)[17]
  - Progress World Championship (1 vez) – Dunne[8]
  - Progress Atlas Championship (1 vez) - Seven[52]

- Pro Wrestling Illustrated
  - Clasificado como Dunne N.º 29 de los 500 mejores luchadores individuales en el PWI 500 en 2017[53]
  - Clasificado como Bate N.º 50 de los 500 mejores luchadores de individuales en el PWI 500 en 2017[53]
  - Clasificado como Seven N.º 168 de los 500 mejores luchadores de individuales en el PWI 500 en 2018[54]

- Revolution Pro Wrestling
  - RPW Undisputed British Tag Team Championship (1 vez) – Bate y Seven[55]

- VII Pro Wrestling
  - VII Pro Championship (1 vez) – Dunne[56]

- Westside Xtreme Wrestling
  - wXw Shotgun Championship (2 veces) – Dunne (1), Bate (1)[57]

- WWE
  - WWE/NXT United Kingdom Championship (3 veces) – Bate (2) y Dunne (1)
  - NXT UK Heritage Cup (1 vez) – Bate
  - NXT UK Tag Team Championship (1 vez) – Bate & Seven
  - NXT Tag Team Championship (2 veces) – Bate & Seven (1), Dunne con Matt Riddle (1)
  - NXT UK Triple Crown Championship (Primero) – Bate
  - NXT Tag Team Championship Invitational (2018) – Bate & Seven[58]
  - Dusty Rhodes Tag Team Classic (Quinto ganador) - con Dunne con Matt Riddle
  - NXT Year-End Award (1 vez) 
    - Match of the Year (2017) – Bate vs Dunne for the WWE United Kingdom Championship at NXT TakeOver: Chicago